# Jacques Seligmann & Company
Jacques Seligmann & Co. était une compagnie de marchands d'art franco-américaine spécialisée dans la décoration et les antiquités. 
Elle est souvent créditée pour avoir développé l'intérêt du marché outre-Atlantique pour l'art européen contemporain; de nombreuses pièces importées par Jacques Seligmann & Co. sont désormais la propriété de musées et de galeries à travers le monde, du fait des donations effectuées par leurs acheteurs.

## Histoire

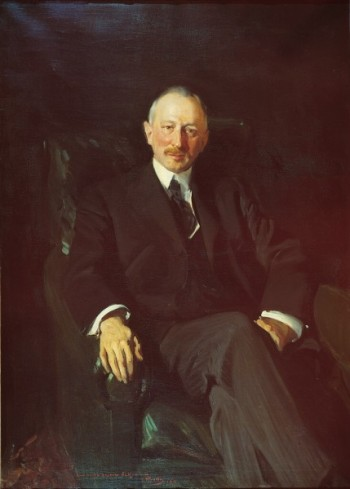
Jacques Seligmann, 1911

### Une affaire familiale
Une société  de commerce d'objets d'art appelée « Jacques Seligmann et Cie » est fondée à Paris en 1880 par Jacques Seligmann (1858-1923), immigré allemand arrivé en France en 1874 : officiellement antiquaire, il est installé au 37 rue des Mathurins,. Il devient citoyen français et sa petite galerie, située rue Du Sommerard, a rapidement du succès : il change d'emplacement en 1900 pour un lieu plus intéressant et la Galerie Seligmann ouvre place Vendôme. 
Ses deux frères Arnold et Simon rejoignent la galerie à cette époque, le premier est chargé des relations avec les clients, le second est comptable. Jacques, lui, reste gérant de la galerie et des achats. La demande du marché américain les amène à terme à ouvrir un bureau à New York. 
Un « coup » resté fameux[réf. incomplète].
En 1909, Seligmann achète l'hôtel de Sagan (ex-hôtel de Monaco), rue Saint-Dominique à Paris, qui devient sa vitrine commerciale pour les grandes expositions et les visites des clients, comme pour montrer le fastueux reliquat de la célèbre collection Hertford-Wallace, conservé depuis 1872 dans l'hôtel du 2, rue Lafitte, qui avait été léguée en 1912 à lady Sackville-West par sir John Murray Scott, et fut acquis en bloc — et sans l'avoir vu, dit-on — pour l'énorme somme de £ 270 000 (sur une estimation de 350 000).
Les plus grands amateurs d'art décoratif du XVIIIIe siècle de l'époque, comme Moise de Camondo ou Boniface de Castellane, vinrent y faire leur choix, et, selon Pierre Cabanne, de nombreux meubles et objets quittèrent alors la France dans des conditions mal connues du fait de la disparition des archives de la maison entre 1939 et 1945.
Une querelle familiale éclate toutefois en 1912, et un procès divise l'entreprise : Arnold conserve la salle de la place Vendôme et change le nom en Arnold Seligmann & Compagnie. Jacques déplace alors le siège social de sa société à l'ex-hôtel de Sagan et ouvre un nouvel espace au 17, place Vendôme, espace qui est transféré au 9 Rue de la Paix quelque temps plus tard. 
Le bureau de New-York est également déplacé à un endroit plus spacieux sur la 5e Avenue. 
Tandis qu'un membre de la famille quitte la société Jacques Seligmann & Company, un autre la rejoint : Germain Seligman, fils de Jacques — le second « n » du nom  de famille disparaît alors de son patronyme lorsque Germain devient citoyen américain — qui prend en charge le service de la clientèle et la gestion des ventes en accompagnant son père dans ses voyages d'affaires. 
En 1910, il se rend à Saint-Pétersbourg pour observer la vente de l'émail Swenigorodskoi[Quoi ?]. 
Il quitte la galerie en 1914 pour combattre dans l'armée française durant la Première Guerre mondiale, et la retrouve en tant qu'associé en 1920, avant d'en devenir le président à la mort de son père en 1923. 
En 1925, est vendue une partie de la collection de Jacques Seligmann.

### De la décoration à l'art moderne
Les premières années de Jacques Seligmann & Co. sont concentrées sur l'acquisition et la revente de pièces d'art décoratif des périodes byzantine et Renaissance, en phase avec la demande de l'époque. 
L'inventaire de la galerie évolue au tournant du siècle avec les goûts de ses clients. Si la Première Guerre mondiale cause un creux dans les ventes européennes, les activités aux États-Unis sont entraînées par un intérêt croissant pour l'art moderne et l'impressionnisme.
Après l'armistice les affaires reprennent, et Germain commence à écouler des œuvres de  Pierre Bonnard, Honoré Daumier, Pablo Picasso, Vincent van Gogh, et autres maîtres modernes. 
Une partie de la famille désapprouvant son goût pour la modernité, il s'associe avec César M. de Hauke pour former International Contemporary Art Company, Inc., renommée de Hauke & Company lorsque celui-ci en prend la direction, et dont la seule activité est le commerce d'art européen contemporain: les achats se font à Paris et Londres, la revente essentiellement aux États-Unis.
La vente de ces œuvres s'exerce principalement via Jacques Seligmann & Co., ou de manière privée par de Hauke, qui reste une filiale de la première. Un processus complexe d'ommissions et de droits de propriété est mis en place pour de Hauke & Co., qui s'installe dans les nouveaux bureaux New-Yorkais de Jacques Seligmann & Co., sur la 51e rue. Des travaux de l'École de Paris y sont notamment exposés au long des années 1920, avec une prépondérance de dessins et aquarelles. 
Cézanne, Delacroix, Renoir, Ingres et Seurat sont fréquemment mis en valeur, le portraitiste Raymond Woog y expose en 1928 et Pablo Picasso a droit à deux expositions: une première fois en 1936, avec des peintures de ses périodes bleue et rose, et une deuxième fois lors de l'exposition intitulée 20 ans de l'évolution de Picasso, en novembre 1937, qui présente en particulier Les Demoiselles d'Avignon que Seligman venait d'acquérir de la collection du couturier Jacques Doucet Le Museum of Modern Art de New-York s'en porte acquéreur pour 24 000 dollars, finançant 18 000 d'entre eux par la vente d'un Degas et obtenant le reste par des donations de Germain Seligman et César de Hauke.

### Seconde Guerre mondiale
Modern Paintings, Inc. est dissoute en 1934 et ses avoirs absorbés par Jacques Seligmann & Company d'une part et Tessa Corporation, une filiale, d'autre part. Une autre succursale, The Contemporary American Department, est fondée en 1935 et confiée à Theresa Parker pour héberger les œuvres d'artistes américains émergents. 
En France, la ville de Paris se porte acquéreuse du Palais de Sagan en vue de l'Exposition internationale des Arts et Techniques dans la Vie moderne qui doit se tenir en 1937. Jacques Seligmann & Company concentre alors ses activités rue de la Paix tandis que New-York abrite le siège de la compagnie. Le demi-frère de Germain, François-Gérard gère le bureau de Paris tandis que Germain continue à faire l'aller-retour au-dessus de l'Atlantique jusqu'à son établissement définitif à New-York en 1939. Germain travaille pour sa part au comité des expositions de la exposition universelle de New-York de 1939, s'occupant des sections consacrées à l'art, notamment français.
En juin 1940, dès le début de l'Occupation, les affaires périclitent et les galeries et possessions de la famille Seligmann -y compris la collection privée de Germain- sont confisquées par le régime de Vichy et l'Einsatzstab Reichsleiter Rosenberg, à l'exception des archives qui sont détruites par les Seligmann pour empêcher que les Nazis ne s'en emparent. La majorité du stock parisien, ainsi que la maison familiale, sont alors vendus lors de ventes aux enchères privées.
Le bureau new-yorkais déménage alors de la 51e à la 57e rue et, Arnold Seligmann & Company étant désormais privée de dirigeants, Germain fusionne les deux entités familiales après que les différents membres se sont réconciliés. Les intérêts administratifs et financiers des bureaux de New-York et Paris sont disjoints, seul restant un accord d'association.

### Dernières années

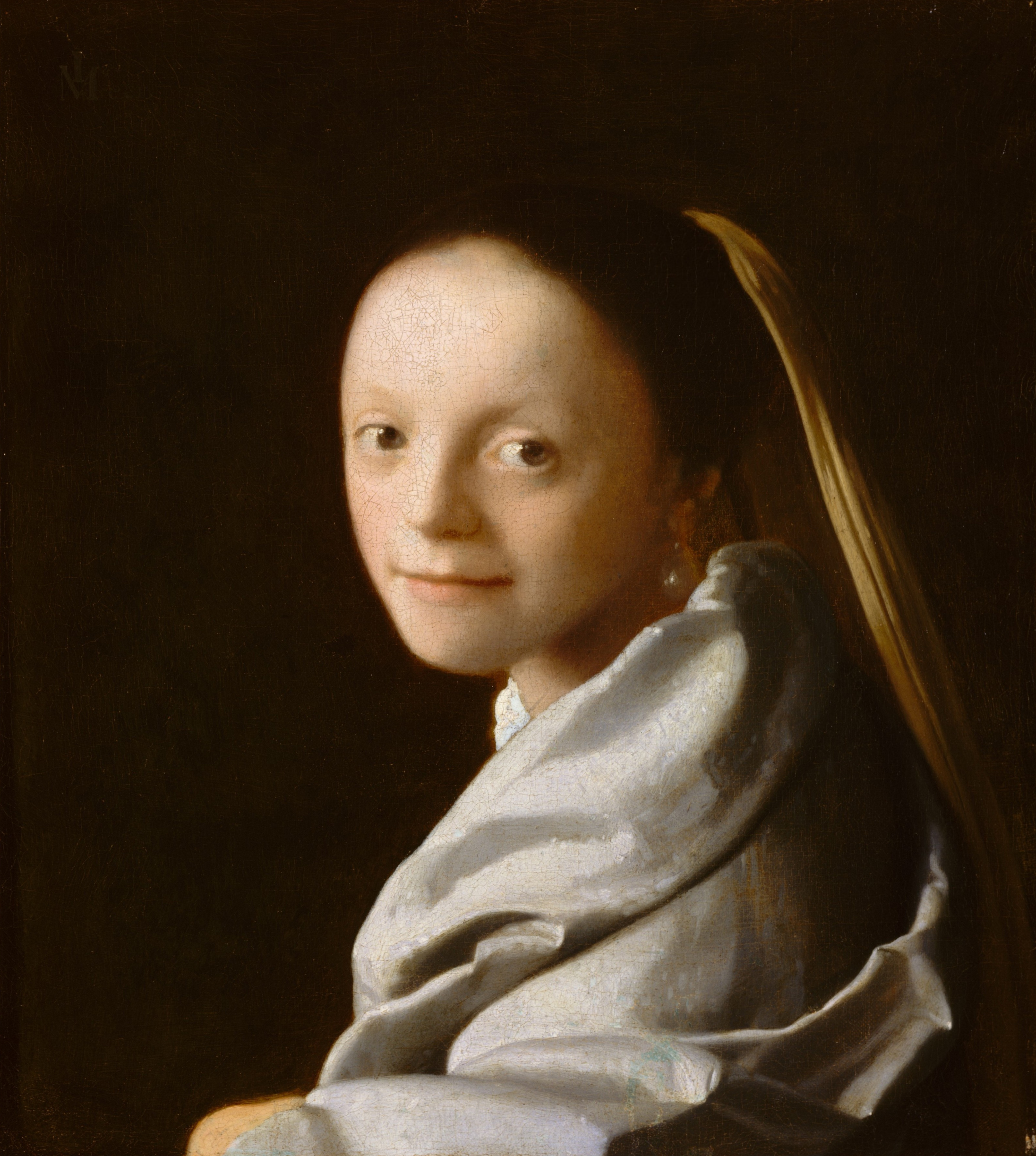
Portrait d'une jeune femme, par Johannes Vermeer, que la compagnie vendit pour un quart de million de dollars en 1951.

Après la guerre, Jacques Seligmann & Co. se concentre principalement sur la récupération des biens spoliés et la réorganisation de son réseau d'affaires. 
En 1951, Germain vend la collection d'enluminures, gravures et peintures de la maison d'Arenberg, au nombre desquels on trouve notamment le Portrait d'une jeune femme réalisé par le peintre néerlandais Vermeer et qui partira pour 250 000 dollars de l'époque,. La toile est revendue à Charles et Jayne Wrightsman, en 1955, et donnée par eux au Metropolitan Museum of Art, en 1979. 
En 1953, ce sont des œuvres de la collection privée du prince François-Joseph II de Liechtenstein qui sont vendues, et sept sculptures italiennes en marbre sont acquises puis revendues un an plus tard à la Fondation Kress.
La compagnie continue de présenter des travaux d'artistes contemporains mais se reconcentre sur des pièces plus traditionnelles et sur des dessins dans une tentative de regagner sa domination perdue du marché de l'art.  
Elle cesse toutefois ses activités en 1978 à la mort de Germain Seligman.

## Postérité
Les nombreuses publications de Germain Seligman sur les beaux-arts sont désormais épuisées. Son livre intitulé Roger de La Fresnaye, avec un Catalogue Raisonné (1969) fut déclaré comme l'un des dix meilleurs de l'année par le New-York Times.
Les archives de la société sont confiées en 1978 aux Archives de l'Art américain par la veuve de Germain, avec un complément en 1994. 
En 2001, la collection complète est classée, numérisée et rendue publique grâce à des dons des fondations Getty et Kress.
De nombreuses institutions renferment aujourd'hui dans leurs collections de œuvres vendues par Jacques Seligmann & Co., notamment à Boston (Danse à Bougival, Renoir, 1883), New-York (Portrait d'une jeune femme, Vermeer, 1674) et Philadelphie (Contraste de formes, Fernand Léger, 1913).